# إيغور هنريكي
إيغور هنريكي (20 ديسمبر 1991 في البرازيل - ) هو لاعب كرة قدم برازيلي في مركز الوسط.

## وصلات خارجية
- إيغور هنريكي على موقع قاعدة بيانات كرة القدم.إي يو (الإنجليزية)
- إيغور هنريكي على موقع Soccerway.com (الإنجليزية)